# Exilisia bipuncta
Exilisia bipuncta är en fjärilsart som beskrevs av George Francis Hampson 1900. Exilisia bipuncta ingår i släktet Exilisia och familjen björnspinnare. Inga underarter finns listade i Catalogue of Life.